# Община (система миру)
Общи́на (система миру) — система сільської громади у Російській імперії, сусідська форма общини мирян на рівні стану в Російській імперії у дореволюційній пореформенній Росії 1860-1910-их років общинна система миру; адміністративне об'єднання селян з примусовим землеволодінням і круговою порукою. Общинна система миру значніше утвердилась з 1838 року, коли за імператриці Катерини II у Катеринославському намісництві, а за імператора Павла I — скрізь, у волосне управління були введені початки самоврядування у вигляді виборних волосних старшин та голів. За Положенням 1838, яке реформувало управління державними селянами, передавши їх у відання Палати державних маєтностей, інститут виборного (інколи призначуваного) волосного голови доповнено волосним сходом (один виборний представник від 20 дворів) та волосним правлінням. З 1861 року щоб змінити традиційну форму російського сільського господарства — общинну форму землеробства, як додатка до колишньої помісної системи, Столипінські реформи скасовували «систему общини» тим, що регламентували її, конвенційно прикріпивши їй назву і адміністративно оформивши цю «етикетку», з наступним адміністративним поділом земель на «хутірські» (ділянки із садибою) та «відрубні» (без садиби) ділянки, а також адміністративним розділом загальних угідь, підкреслюючи приватну власність на землю та будівлі, приєднання до індивідуального володіння, щоб фермери стали більш консервативно орієнтованими і менш політично радикальними. Община отримала адміністративну назву, реформи підкреслювали приватну власність, яка поширювалась на всіх селян (після проведення ряду реформ 1861—1866 років). Таким чином проводилась еволюція додатка до колишньої помісної системи.
В Російській імперії «люди в миру» (люди, що живуть у миру, не мають духовного звання і не належать до духовного сану) з ранніх феодальних часів, коли суспільство структуювалось навколо відносин «земля в обмін на працю, службу і захист» самоорганізовувались в общинах. Найважливіші питання вирішували сільські збори, поточні справи — обраний на сході (тобто на зборах) сільський староста та призначений сільський писар — дві найважливіші посади тогочасного села. Ці збори, або схід представники відповідної галузі знання і нарекли «общиною». Сільська община (громада) мала свою спільну колективну власність, що розповсюджувалось в тому числі й на общинну землю.

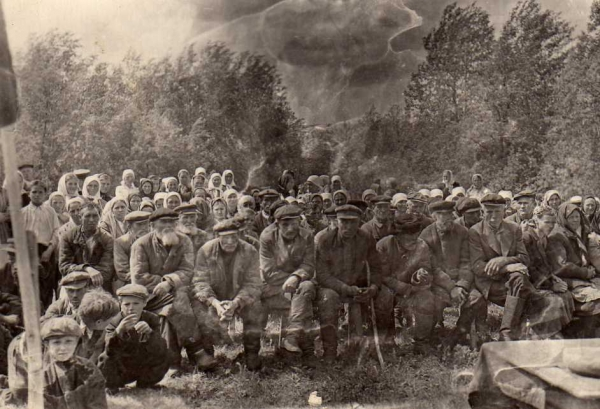
Сільські збори. Бугурусланський повіт, Самарська губернія, 1900—1903 роки.

Після реформи 1861 року на територію підконтрольної частини України були поширені створені в її ході органи сільського самоуправління. 1889 року запроваджено інститут земських дільничних начальників, що змінили виборних мирових суддів. Під їхнім контролем опинилися органи сільського та волосного самоуправління і волосні суди.